# Torrent Fondo de Sistrells
El Torrent Fondo de Sistrells és un curs d'aigua afluent del Besòs pel marge esquerre integrat en la trama urbana de Badalona i Santa Coloma. El seu traçat està delimitat per la Serra de Sistrells, que separa els termes de Badalona i Santa Coloma, i la Serra de Mosques d'Ase. Neix al terme de Badalona per la confluència del Torrent d'en Grau i del Torrent de Can Butinyà, tots dos nascuts a la Serra de Mosques d'Ase. Ja dins el terme de Santa Coloma, recorre tot el carrer de Mossèn Jacint Verdaguer i dona nom al barri del Fondo. Desemboca a l'altura de Can Peixauet, on també rep el nom de Torrent de Can Gener (sovint escrit Janer o Jané).